# 후이아
후이아(huia, 학명: Heteralocha acutirostris)는 참새목 와틀과에 속하는 새로, 뉴질랜드에 서식했다. 부리가 시작되는 부위에 분홍색 살점이 있고, 종아리 마디가 길어서 매우 아름다웠지만, 마오리족이 장식품을 목적으로 한 남획에 의해 1907년 이후에 멸종했다. 참고로 후이아의 정식 한국 명칭은 불혹주머니찌르레기이다.

수컷

암컷

## 생김새
외부적 특징은 몸길이가 약 50cm 이고, 몸의 빛깔은 청록색 광택이 나는 검은색이며, 누르스름하고 뾰족한 부리의 시작점에 노랗거나 홍색의 살점이 달려있다. 한국 명칭이 이러한것은 마지막 특징 때문이다. 종아리 마디가 길고 날개는 둥글고 짧은대다가 날아오르는 힘이 약했다고 한다

## 서식 방법
알을 낳는 난생을 하고 주로 뉴질랜드의 숲에서 서식했다고 하며, 암수가 함께 생활했다고 한다.

## 먹이
먹이로는 하늘소 유충을 즐겨 먹었다고 한다. 우선 수컷이 죽은 나무에 구멍을 뚫으면 암컷이 유충을 끄집어네는 방식으로 사냥했다고 한다. 이러한 사냥 방식은 조류중 유일하다고 한다.
1. ↑  BirdLife International (2017). “Heteralocha acutirostris”. 《IUCN 적색 목록》 (IUCN) 2017: e.T22708091A119257859. 2019년 12월 28일에 확인함.